# Ward-Gletscher (Viktorialand)
Der Ward-Gletscher ist ein kleiner Gletscher im ostantarktischen Viktorialand. Er liegt zwischen dem Terminus Mountain und dem Howchin-Gletscher am Ostrand der Royal Society Range.
Der britische Geologe Thomas Griffith Taylor, Teilnehmer der Terra-Nova-Expedition (1910–1913), benannte ihn nach seinem australischen Kollegen Leonard Keith Ward (1879–1964).